# Michael E. DeBakey
Michael Ellis DeBakey (n. 7 septembrie 1908, Lake Charles, Louisiana; d. 11 iulie 2008, Houston, Texas) a fost un chirurg cardiac american, care a perfecționat bypassul cardiopulmonar (CPB)) și a fost primul care, în anul 1966 a implantat unui bolnav cardiac o inimă artificială.  

## Biografie
Michael Ellis DeBakey s-a născut în 1908, sub numele de „Michel Dabaghi”, fiind fiul lui Shaker și Raheeja Dabaghi, imigranți arabi creștini maroniți din Liban. Ulterior și-a schimbat numele potrivit cu intonația engleză . Studiile medicale DeBakey le-a terminat în anul 1948 la  Universitatea Tulane  din New Orleans.În acel an se înrolează ca medic pe front, fiind numit directorul al Secției de consult chirurgical (Surgical's Consultant Division) a armatei americane. Apoi a contribuit la dezvoltarea unitatilor de Spital Chirurgical Mobil de Campanie  MASH, iar mai tarziu la infiintarea Sistemului de cercetare al Centrului Medical al Administrației Veteranilor militari ai S.U.A. 
După aceea el a ocupat funcția de conducere a colegiului medical „Baylor College of Medicine” iar în același an  a primit Medalia Națională pentru Medicină.

## Activitate
Michael E. DeBakey a condus în anul 1996 o echipă internațională de chirurgi care l-a operat pe cord pe președintele rus Boris Ielțîn, intervenția fiind considerată un semi-succes. De-a lungul timpului el a utilizat procedee proprii și instrumente medicale pentru chirurgie vasculară.

## Opiniile sale asupra cercetării pe animale
DeBakey a întemeiat și a condus Fundația pentru Cercetare Biomedicală FBR, a cărei obiectiv este promovarea înțelegerii de către public și sprijinirea cercetării medicale pe animale. DeBakey însuși a folosit pe scară largă cercetarea pe animale.
El s-a opus propagandei unora dintre activiștii pentru drepturile și bunăastarea animalelor care neagă necesitatea folosirii animalelor de laborator în cercetarea în scopul progresului tratamentelor medicale. El a susținut că viitorul cercetarii biomedicale și până la urmă, sănătatea omenească ar putea fi compromise în cazul în care nu ar fi furnizate animale laboratoarelor de cercetare. El a precizat ca oamenii de stiință, veterinarii, medicii, chirurgii și alții care se ocupă cu cercetarea pe animale de laborator, sunt la fel de preocupați de grija pentru animale ca oricine altul. Respectul lor pentru demnitatea vieții și compasiunea pentru bolnavi și handicapați este, doar, ceea ce îi motivează în cercetarea unor căi pentru a ușura durerile și suferințele produse de boli.